# Santiago de Cuba (provins)
Provinsen Santiago de Cuba er en af Cubas provinser med 1.047.015(2010) indbyggere. Den er lokaliseret i den sydøstlige del af Cuba. Hovedstaden hedder også Santiago de Cuba og af andre større byer kan nævnes: Palma Soriano, Contramaestre, Mayarí Arriba, San Luis og Songo-la Maya.

## Administrativ opdeling
Provinsen er opdelt i 9 kommuner:
| Kommune          | Indbyggertal (2004) | Areal (km²) |
| ---------------- | ------------------- | ----------- |
| Contramaestre    | 101.832             | 610,3       |
| Guamá            | 35.516              | 965         |
| Mella            | 33.667              | 335,2       |
| Palma Soriano    | 124.585             | 845,8       |
| San Luis         | 88.496              | 765         |
| Santiago de Cuba | 472.255             | 1.023,8     |
| Segundo Frente   | 40.885              | 540         |
| Songo-La Maya    | 100.287             | 721         |
| Tercer Frente    | 30.457              | 364         |